# Resolució 332 del Consell de Seguretat de les Nacions Unides
La Resolució 332 del Consell de Seguretat de les Nacions Unides, aprovada el 21 d'abril de 1973 després de la denúncia del representant del Líban, el Consell es va afligir a la tràgica pèrdua de vides civild que va cometre l'últim atac militar israelià. El Consell va condemnar Israel per les seves contínues violacions del dret internacional i va instar Israel a desistir immediatament.
La resolució va ser aprovada per 11 vots contra cap, amb quatre abstencions de la República Popular de la Xina, Guinea, la Unió Soviètica i els Estats Units.